# 埃米爾·菲利普斯
埃米爾·菲利普斯（英語：Emyr Phillips；1987年2月22日—）是一位威爾斯橄欖球運動員。他是威爾斯國家橄欖球隊的一員，代表威爾斯參加了2014年橄欖球六國賽的比賽。